# ليغا دو كيتو
الرابطة الرياضية الجامعية في كيتو (بالإسبانية: Liga Deportiva Universitaria de Quito)‏ يعرف أيضًا باسم ليغا دي كيتو هي فريق كرة قدم من مدينة كيتو في الإكوادور، أُسس بتاريخ 11 يناير 1930
يلعب في الدوري الإكوادوري لكرة القدم، في ملعب رودريغو باز ديلغادو، يدرب النادي إدغاردو باوزا.
تم تأسيس النادي رسميًا في 11 يناير من عام 1930، وقد بدأ في إحداث تأثير في بطولات الدوري المحلية، وفاز بتسعة ألقاب (ستة في العصر المهني)، واستمر نجاحهم الإقليمي في الدوري الوطني، حيث فاز بـ 11 لقبًا وطنيًا (المركز الرابع) بعد أن فاز بأحدث لقب لهم في عام 2018، ليغا دي كيتو هو النادي الإكوادوري الأكثر نجاحًا في المسابقات الدولية، حيث كان أول فريق إكوادوري يفوز باللقب كوبا ليبرتادوريس (2008)، و كوبا سود أمريكانا (2009)، و ريكوبا سود أمريكانا (2009 و2010). وهو واحد من ستة فرق فقط (بوكا جونيورز وإندبندينتي وريفر بلايت وإنترناسيونال وساو باولو) حققوا ثلاثية كونميبول، وفاز بجميع بطولات الأندية القارية الثلاث. ليغا دي كيتو هو الفريق الوحيد الذي فاز بجميع الكؤوس الثلاثة المذكورة واحدة تلو الأخرى بين عامي 2008 و 2010 مما جعله يتم تصنيفه كأفضل فريق في أمريكا الجنوبية لعامي 2008 و 2009. كان ليغا دي كيتو أيضًا الوصيف في كأس العالم للأندية 2008.

## وصلات خارجية
- صفحة بيانات ليجا دي كويتو على موقع كووورة، تاريخ الوصول: 22 سبتمبر 2018.
- الموقع الرسمي